# 2690 Рістііна
2690 Рістііна (2690 Ristiina) — астероїд головного поясу, відкритий 24 лютого 1938 року.
Тіссеранів параметр щодо Юпітера — 3,202.
Названо на честь мініципалітету у Фінляндії Рістііна